# Strzelowskie

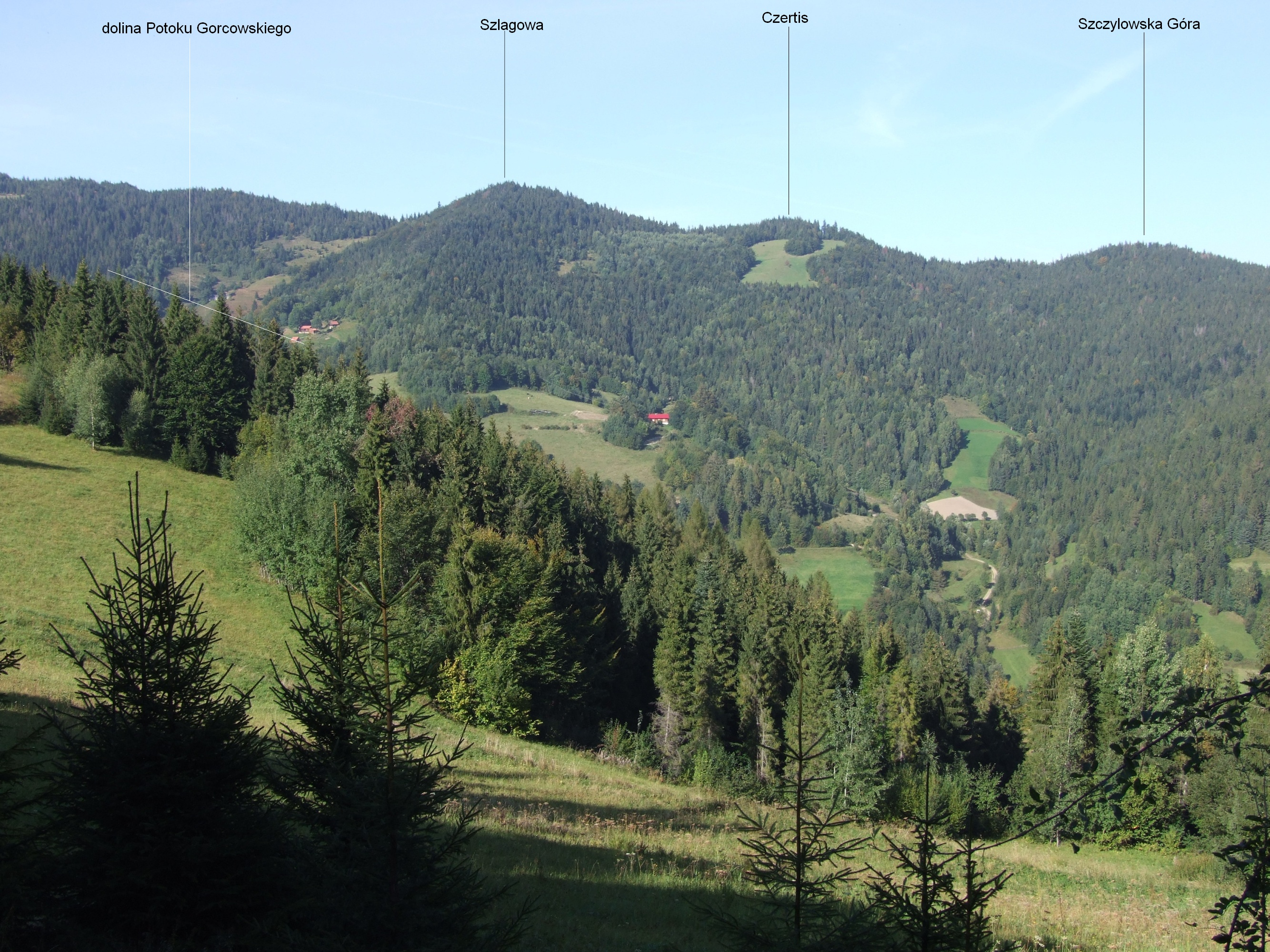
Dolina Gorcowskiego Potoku i fragment grzbietu Strzelowskie

Strzelowskie – południowo-wschodni grzbiet Gorca w Gorcach, oddzielający dolinę Gorcowskiego Potoku od doliny potoku Młynne. Jest częściowo lesisty, częściowo pokryty łąkami, ale znajdują się na nim także pojedyncze zabudowania. Nazwę grzbietu podaje mapa Compass, w przewodnikach turystycznych i na innych mapach nazwa ta nie występuje. Na mapie Geoportalu natomiast w grzbiecie tym wyróżnione są szczyty: Mraźnica (1163 m), Góra Szlagowa (1012 m), Czertys (968 m) i Góra Szczylowska (937 m).
W górnej części grzbietu Strzelowskie, pod szczytem Gorca znajduje się duża hala pasterska – Gorc Młynieński, obecnie zarastająca lasem i borówczyskami. Dawniej grzbiet Strzelowskie, podobnie, jak inne sąsiednie grzbiety Ochotnicy był w dużo większym stopniu bezleśny, pokryty halami pasterskimi, na których stały liczne szałasy. Z powodu nieopłacalności ekonomicznej na większości z nich zaprzestano już wypasu i stopniowo zarastają lasem. Obecnie Strzelowskie jest skomplikowaną mozaiką lasów i zarastających polan.
Strzelowskie znajduje się w granicach wsi Ochotnica Dolna w województwie małopolskim, w powiecie nowotarskim, w gminie Ochotnica Dolna.